# Order Kongijski Zasługi Sportowej
Order Kongijski Zasługi Sportowej (fr. Ordre du Mérite Sportif congolais) – odznaczenie państwowe Republiki Konga nadawane za zasługi w dziedzinie sportu.
Posiada 3 klasy.

## Odznaczeni
- Hugues Ngouélondélé[2]
- Aziz Daouda[3]
- Ghislain Joseph Gabio[4]
- Barthelemy Ngatsono[4]
- Célestin Mouyabi[4]
- Jean Jacques Okouo Akaba[4]
- Gilbert Itsa[4]
- Théophile Nkounkou[4]
- Sara Ahoui[4]
- Raïssa Itondo[4]
- Jean Baptiste Ossé[5]